# As Claves da Gaveta
As Claves da Gaveta é primeiro disco do Fernando Anitelli Trio, que é um projeto paralelo do cantor e compositor brasileiro Fernando Anitelli, líder da banda O Teatro Mágico.
O título nasceu da vontade do músico em repaginar, gravar e apresentar músicas que já circulavam na internet. Como o próprio Anitelli explica, “Este álbum é um amontoado de momentos”.
Assim, neste trabalho, o artista reúne canções autorais e releituras de músicas engavetadas há 15 anos, utilizando diferentes elementos e estilos musicais. Algumas das canções já são conhecidas dos fãs que acompanham a carreira do músico, pois já circulavam pela internet em versões de voz e violão.
Este CD possui a licença Creative Commons, que permite que internautas obtenham no sítio da gravadora Trama, as músicas nele contidas por download digital gratuitamente. Anitelli é um defensor desta forma de licenciamento e distribuição de conteúdos musicais.

## Faixas
| N.º            | Título                                  | Duração |  |
| 1.             | "Menina do Balaio"                      | 5:22    |  |
| 2.             | "Cuida de Mim"                          | 5:07    |  |
| 3.             | "Soprano"                               | 3:28    |  |
| 4.             | "Na Varanda" (Part. Especial: Nô Stopa) | 4:25    |  |
| 5.             | "Saudade de Chumbo"                     | 3:18    |  |
| 6.             | "Dos Dias Depois de Amanhã"             | 4:09    |  |
| 7.             | "Durma Medo Meu"                        | 3:57    |  |
| 8.             | "Perto de Você"                         | 3:51    |  |
| 9.             | "Realejo"                               | 5:34    |  |
| 10.            | "A Primeira Semana do Mundo"            | 5:45    |  |
| 11.            | "Samba de Ir Embora Só"                 | 4:17    |  |
| Duração total: | Duração total:                          | 49:15   |  |

## Fernando Anitelli Trio
- Fernando Anitelli - Vocal e violão
- Fernando Rosa - baixo
- Miguel Assis -  bateria

### Músicos Convidados
- Nô Stopa - Vocal na faixa "Na Varanda"
- Moises Alves - Piano